# Бабенко Артем Миколайович
Артем Миколайович Бабенко — капітан збройних сил України, учасник російсько-української війни.

## Життєпис
Народився в місті Ромни Сумської області. Навчався в Сумському державному педагогічному університеті. Там він познайомився з майбутньою дружиною Мар'яною. Пара на канікулах їздила працювати на заводи в Польщу. Пропозицію коханій Артем зробив у Парижі біля Ейфелевої вежі .
Взимку 2017 Артем прийшов працювати на «Нову пошту». Був вантажником, оператором, кур’єром . 
У 2019 році Артем разом із кращим другом пішов служити за контрактом. У 2021-му після демобілізації знову повернувся на «Нову пошту».  
31 грудня 2021 року підписав контракт з збройними силами України. З початком повномасштабного вторгнення брав участь у боях за Суми та область. Воював у складі 117-ої окремої бригади територіальної оборони. Був помічником начальника відділення у 155-му батальйоні. 
Загинув 11 серпня 2024 року від удару ракети в штаб в місті Суми .
Залишились дружина, син, батьки, сестра. Похований на Алеї Слави Баранівського кладовища в Сумах.

## Нагороди та вшанування
- Орден Богдана Хмельницького III ступеня (28 березня 2022) — за особисту мужність і самовіддані дії, виявлені у захисті державного суверенітету та територіальної цілісності України, вірність військовій присязі[2]
- Медаль «За військову службу Україні» (11 листопада 2024, посмертно) — за особисту мужність, виявлену у захисті державного суверенітету та територіальної цілісності України, самовіддане виконання військового обов’язку[3].
- Почесний громадянин міста Суми.